# Font de la Canaleta (Santa Engràcia)
La Font del Toscar és una font del terme municipal de Tremp, del Pallars Jussà, a l'antic terme de Gurp de la Conca, en territori de l'antic poble de Gurp. Cal no confondre-la amb la Font del Toscar, propera al poble d'Esplugafreda.
Està situada a 953 m d'altitud, al nord de Santa Engràcia, a peu de la carretera que ve de Talarn per Castelló d'Encús, al costat de ponent de la carretera just en haver travessat la carretera el darrer curs d'aigua abans de pujar cap a Santa Engràcia, la llau de la Canaleta.